# 1427 en arts plastiques
| Années des arts plastiques : 1424 - 1425 - 1426 - 1427 - 1428 - 1429 - 1430    |
| Décennies des arts plastiques : 1390 - 1400 - 1410 - 1420 - 1430 - 1440 - 1450 |

Cette page concerne l'année 1427 en arts plastiques.

## Naissances
- Shen Zhou, peintre chinois († 1509).